# Майкл Фінлі
Майкл Говард Фінлі (англ. Michael Howard Finley, нар. 6 березня 1973, Мелроуз-Парк, Іллінойс, США) — американський професіональний баскетболіст, що грав на позиціях легкого форварда і атакувального захисника за декілька команд НБА. Гравець національної збірної США. Чемпіон НБА 2007.

## Ігрова кар'єра
На університетському рівні грав за команду Вісконсин (1991–1995). По завершенні студентської кар'єри був найрезультативнішим гравцем в історії команди, поки його рекорд не був побитий 2007 року Аландо Такером.
1995 року був обраний у першому раунді драфту НБА під загальним 21-м номером командою «Фінікс Санз». Професійну кар'єру розпочав 1995 року виступами за тих же «Фінікс Санз», захищав кольори команди з Фінікса протягом одного сезону. За його підсумками був включений до першої збірної новачків НБА та зайняв третє місце в голосуванні за найкращого новачка року.
З 1996 по 2005 рік грав у складі «Даллас Маверікс». Разом з Стівом Нешом та Дірком Новіцкі був ключовим гравцем команди. 2000 року взяв участь у матчі всіх зірок за команду Західної конференції. 2001 року вдруге та востаннє у кар'єрі зіграв у матчі всіх зірок. 
2005 року перейшов до «Сан-Антоніо Сперс», у складі якої провів наступні 5 сезонів своєї кар'єри. Був гравцем запасу, замінюючи Ману Жинобілі. 2007 року став чемпіоном НБА у складі команди.
Останньою ж командою в кар'єрі гравця стала «Бостон Селтікс», до складу якої він приєднався у березні 2010 року і за яку відіграв решту сезону. Разом з «Бостоном» дійшов до фіналу НБА, де поступився «Лос-Анджелес Лейкерс».

## Кар'єра після НБА
Через деякий час після завершення ігрової кар'єри почав працювати в структурі «Даллас Маверікс». Наразі є помічником віце-президента клубу.
Він також був одним з продюсерів фільмів «Дворецький» та «Народження нації».

## Статистика виступів в НБА
| † | Позначає сезон, в якому Майкл Фінлі ставав чемпіоном НБА |
| * | Лідер ліги                                               |

### Регулярний сезон
| Сезон              | Команда             | GP   | GS  | MPG   | FG%  | 3P%  | FT%   | RPG | APG | SPG | BPG | PPG  |
| ------------------ | ------------------- | ---- | --- | ----- | ---- | ---- | ----- | --- | --- | --- | --- | ---- |
| 1995–96            | «Фінікс Санз»       | 82   | 72  | 39.2  | .476 | .328 | .749  | 4.6 | 3.5 | 1.0 | .4  | 15.0 |
| 1996–97            | «Фінікс Санз»       | 27   | 18  | 29.5  | .475 | .255 | .812  | 4.4 | 2.5 | .7  | .1  | 13.0 |
| 1996–97            | «Даллас Маверікс»   | 56   | 36  | 35.6  | .432 | .387 | .807  | 4.5 | 2.8 | .9  | .4  | 16.0 |
| 1997–98            | «Даллас Маверікс»   | 82   | 82  | 41.4* | .449 | .357 | .784  | 5.3 | 4.9 | 1.6 | .4  | 21.5 |
| 1998–99            | «Даллас Маверікс»   | 50   | 50  | 41.0  | .444 | .331 | .823  | 5.3 | 4.4 | 1.3 | .3  | 20.2 |
| 1999–2000          | «Даллас Маверікс»   | 82   | 82  | 42.2  | .457 | .401 | .820  | 6.3 | 5.3 | 1.3 | .4  | 22.6 |
| 2000–01            | «Даллас Маверікс»   | 82   | 82  | 42.0* | .458 | .346 | .775  | 5.2 | 4.4 | 1.4 | .4  | 21.5 |
| 2001–02            | «Даллас Маверікс»   | 69   | 69  | 39.9* | .463 | .339 | .837  | 5.2 | 3.3 | .9  | .4  | 20.6 |
| 2002–03            | «Даллас Маверікс»   | 69   | 69  | 38.3  | .425 | .370 | .861  | 5.8 | 3.0 | 1.1 | .3  | 19.3 |
| 2003–04            | «Даллас Маверікс»   | 72   | 72  | 38.6  | .443 | .405 | .850  | 4.5 | 2.9 | 1.2 | .5  | 18.6 |
| 2004–05            | «Даллас Маверікс»   | 64   | 64  | 36.8  | .427 | .407 | .831  | 4.1 | 2.6 | .8  | .3  | 15.7 |
| 2005–06            | «Сан-Антоніо Сперс» | 77   | 18  | 26.5  | .412 | .394 | .852  | 3.2 | 1.5 | .5  | .1  | 10.1 |
| 2006–07†           | «Сан-Антоніо Сперс» | 82   | 16  | 22.2  | .412 | .364 | .918  | 2.7 | 1.3 | .4  | .2  | 9.0  |
| 2007–08            | «Сан-Антоніо Сперс» | 82   | 61  | 26.9  | .414 | .370 | .800  | 3.1 | 1.4 | .4  | .1  | 10.1 |
| 2008–09            | «Сан-Антоніо Сперс» | 81   | 77  | 28.8  | .437 | .411 | .823  | 3.3 | 1.4 | .5  | .2  | 9.7  |
| 2009–10            | «Сан-Антоніо Сперс» | 25   | 6   | 15.8  | .381 | .317 | .667  | 1.5 | 0.8 | .2  | .2  | 3.7  |
| 2009–10            | «Бостон Селтікс»    | 21   | 1   | 15.0  | .506 | .463 | .333  | 1.6 | 1.1 | .2  | .1  | 5.2  |
| Усього за кар'єру  | Усього за кар'єру   | 1103 | 875 | 34.5  | .440 | .390 | .813  | 4.1 | 2.9 | .9  | .3  | 15.7 |
| В іграх усіх зірок | В іграх усіх зірок  | 2    | 0   | 14.5  | .476 | .250 | 1,000 | 2.0 | 2.5 | .0  | .0  | 11.5 |

### Плей-оф
| Сезон             | Команда             | GP  | GS | MPG  | FG%  | 3P%  | FT%   | RPG | APG | SPG | BPG | PPG  |
| ----------------- | ------------------- | --- | -- | ---- | ---- | ---- | ----- | --- | --- | --- | --- | ---- |
| 2001              | «Даллас Маверікс»   | 10  | 10 | 43.4 | .360 | .362 | .818  | 5.3 | 4.4 | 1.2 | .2  | 19.7 |
| 2002              | «Даллас Маверікс»   | 8   | 8  | 46.6 | .466 | .378 | .900  | 6.3 | 2.3 | 1.5 | .5  | 24.6 |
| 2003              | «Даллас Маверікс»   | 20  | 20 | 41.1 | .435 | .412 | .864  | 5.8 | 3.0 | 1.3 | .6  | 18.3 |
| 2004              | «Даллас Маверікс»   | 5   | 5  | 39.2 | .382 | .269 | .600  | 3.2 | 2.6 | .8  | .6  | 13.0 |
| 2005              | «Даллас Маверікс»   | 13  | 13 | 37.8 | .425 | .393 | .889  | 4.3 | 2.2 | 1.3 | .0  | 13.1 |
| 2006              | «Сан-Антоніо Сперс» | 13  | 4  | 31.6 | .476 | .383 | .900  | 3.8 | 1.4 | .6  | .2  | 10.5 |
| 2007†             | «Сан-Антоніо Сперс» | 20  | 20 | 26.9 | .410 | .419 | .897  | 2.9 | 1.1 | .6  | .2  | 11.3 |
| 2008              | «Сан-Антоніо Сперс» | 17  | 11 | 23.0 | .402 | .365 | 1.000 | 1.9 | 1.0 | .3  | .2  | 6.7  |
| 2009              | «Сан-Антоніо Сперс» | 5   | 5  | 28.6 | .441 | .467 | .750  | 3.0 | 1.0 | .2  | .2  | 8.0  |
| 2010              | «Бостон Селтікс»    | 18  | 0  | 6.0  | .250 | .273 | 1.000 | .6  | .2  | .2  | .0  | .8   |
| Усього за кар'єру | Усього за кар'єру   | 129 | 96 | 30.3 | .418 | .388 | .866  | 3.5 | 1.8 | .8  | .2  | 11.8 |